# منطقه استفاده چندگانه
منطقه استفاده چندگانه (به لاتین: Samlaut Multiple Use Area) یک منطقه حفاظت‌شده در کامبوج است که در Battambang Province, Cambodia واقع شده‌است.